# Polystichum paleaceum
Polystichum paleaceum là một loài thực vật có mạch trong họ Dryopteridaceae. Loài này được (Borkh.) Schwarz miêu tả khoa học đầu tiên năm 1949.